# Jacob Gordin
Jacob Michailovitch Gordin (în idiș יעקב מיכאַילאָװיטש גאָרדין; n. 1 mai 1853, Mîrhorod, Malorossia⁠(d), Imperiul Rus – d. 11 iunie 1909, New York City, New York, SUA) a fost un dramaturg american născut în Rusia, activ în primii ani ai teatrului idiș. El este cunoscut pentru introducerea realismului și naturalismului în teatrul idiș.
Enciclopedia Istoria Cambridge a literaturii engleze și americane (The Cambridge History of English and American Literature) îl caracterizează drept „reformatorul recunoscut al teatrului idiș”. În perioada  ascensiunii sale, teatrul profesionist idiș era încă dominat de spiritul pieselor timpurii (1886–1888) ale fondatorului său, Abraham Goldfaden, care erau inspirate în mare măsură din jocurile de Purim, adesea spectacole mai mult decât drame; lucrările ulterioare ale lui Goldfaden au fost, în general, operete pe subiecte mai serioase, poate edificatoare, dar nu naturaliste. Conform enciclopediei Istoria Cambridge, după sosirea sa în 1892 la New York City, „Gordin a luat drama idiș din America din tărâmul absurdului și a pus un suflet viu în ea”, aducând-o la nivelul „melodramei realiste”.

## Viață și carieră
Gordin s-a născut în Mîrhorod, Poltava, Ucraina, Imperiul Rus și a primit acasă o educație liberală, deși cu întreruperi. A fost recunoscut ca un reformator și un scriitor rus. De asemenea, a lucrat anterior ca fermier, jurnalist, muncitor al șantierului naval din Odesa și, probabil, actor. La vârsta de 17 ani, a început să scrie în limba rusă în diferite ziare de provincie, mai târziu în revista Nedelya din Sankt Petersburg , unde a publicat o serie de povești din viața sectanților stundiști și din viața evreiască.
Gordin a fost puternic influențat de învățăturile religioase ale lui Tolstoi. În 1880, el a întemeiat o „frăție spiritualo-biblică”, care și-a propus ca obiectiv reformarea evreilor pe principiile lui Tolstoi; persecutat de guvernul țarist pentru un „mod dăunător de gândire”, această „frăție” a încetat să mai existe, iar Gordin a fost nevoit să plece în America, unde s-a dedicat în întregime teatrului evreiesc.
El a migrat la New York în iulie 1891 și a încercat să-și câștige existența scriind pentru ziarele de limba rusă și pentru revista socialistă americană de limbă idiș Arbayter Tsaytung (precursorul lui Forverts, The Forward⁠(d)). Cu toate acestea, faptul că îi cunoștea pe renumiții actori evrei Jacob Adler și Sigmund Mogulesko l-a îndemnat să încerce să scrie piese de teatru.

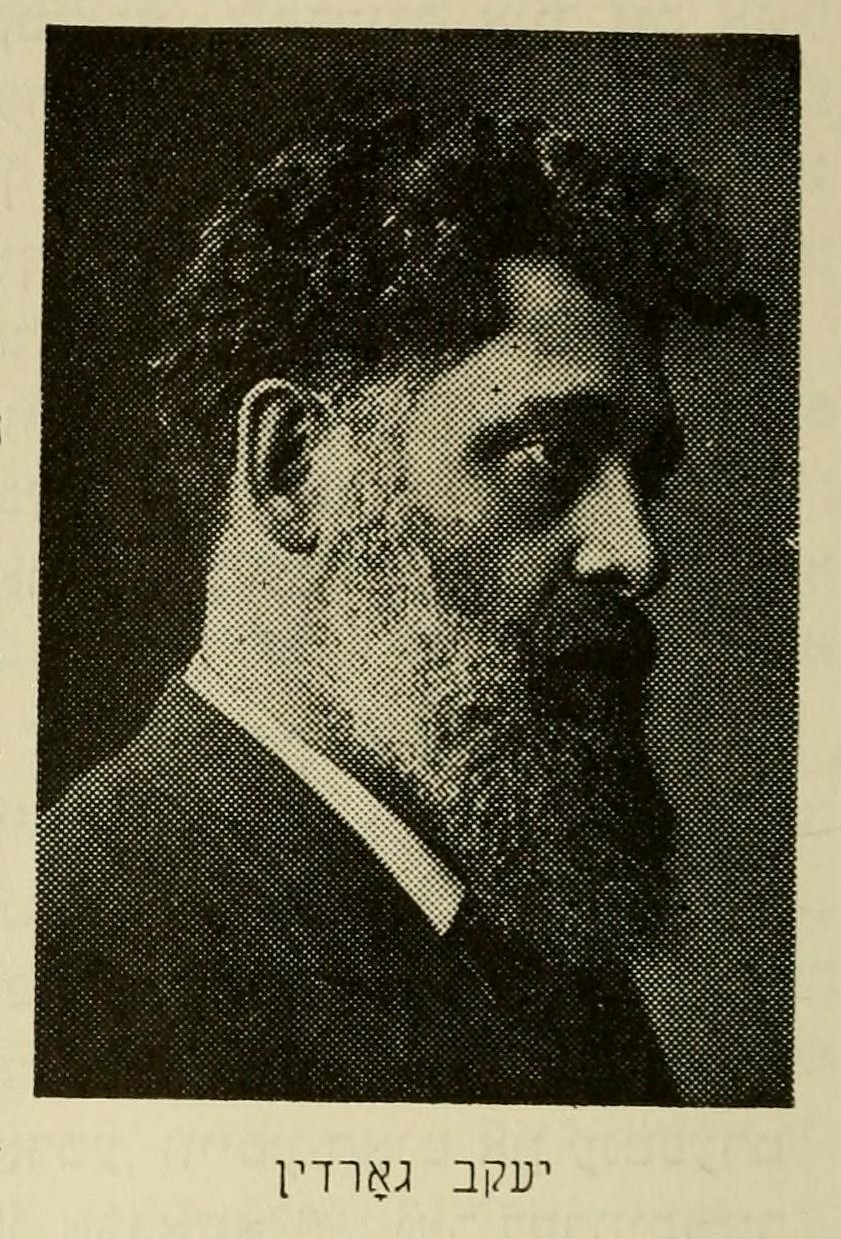
Jacob Gordin

Prima sa piesă de teatru, Siberia, s-a bazat pe o poveste adevărată a unui bărbat trimis prizonier în Siberia și care a evadat, a trăit o viață normală mulți ani și apoi a fost din nou exilat. Deși inițial nu a fost bine primită (la fel ca și a doua sa piesă, Două lumi), a fost un succes critic. A treia sa piesă Pogromul în Rusia a fost pusă în scenă în ianuarie 1892 de actorul Boris Thomashefsky⁠(d). În iunie 1892, Gordin a semnat un contract cu Jacob Pavlovich Adler, iar mai târziu în acel an, pentru Adler și trupa sa, el a scris Der yidisher kenig lir (Regele evreu Lear), o adaptare vag inspirată de Shakespeare și de Regele Lear al stepelor de scriitorul rus Ivan Turgheniev.  Piesa are loc în Rusia secolului al XIX-lea și a fost ceea care a adus primul succes carierei sale ca dramaturg de limbă idiș. Piesa a atras un public nou de intelectuali ruso-evrei la teatrul idiș și a constituit un moment determinant în cariera lui Adler, precum și a lui Gordin. Este considerată pe scară largă ca inaugurând prima „Epocă de Aur” a teatrului idiș din New York.
Într-o oarecare măsură a trebuit să-și compromită viziunea sa modernistă datorită convențiilor teatrale ale vremii. Ca și în piesele lui Goldfaden, Moses Horowitz (Hurvitz) și Joseph Lateiner, dansul și cântecele fără legătură cu intriga au ocupat încă un rol proeminent în piesă, dar intrigile lui Gordin erau naturaliste, iar personajele sale erau persoane vii. Sub influența pieselor sale, actorii evrei au început să-și considere profesia ca una care necesită studiu și o atitudine serioasă.
Gordin este remarcat mai mult pentru faptul că a adus naturalismul și realismul în teatrul idiș decât ca un mare dramaturg intrinsec. Citând din nou Istoria Cambridge, „cu tot realismul situațiilor sale, cu toată autenticitatea personajelor sale, el a fost mai degrabă un producător de piese pentru o anumită trupă de teatru decât un dramaturg. Faptul că personajele sale comice sunt în general în relație organică cu piesa este unul dintre principalele sale merite. Dintre multele sale piese (aproximativ 70 sau 80) au fost publicate doar o zecime și ceva.”  Unele dintre cele mai bune piese de teatru ale sale sunt: Mirele Efros, Got, Mentsh un Tayvl (Dumnezeu, om și diavol, bazat pe Faust de Goethe) și Der Umbakanter (Necunoscutul).

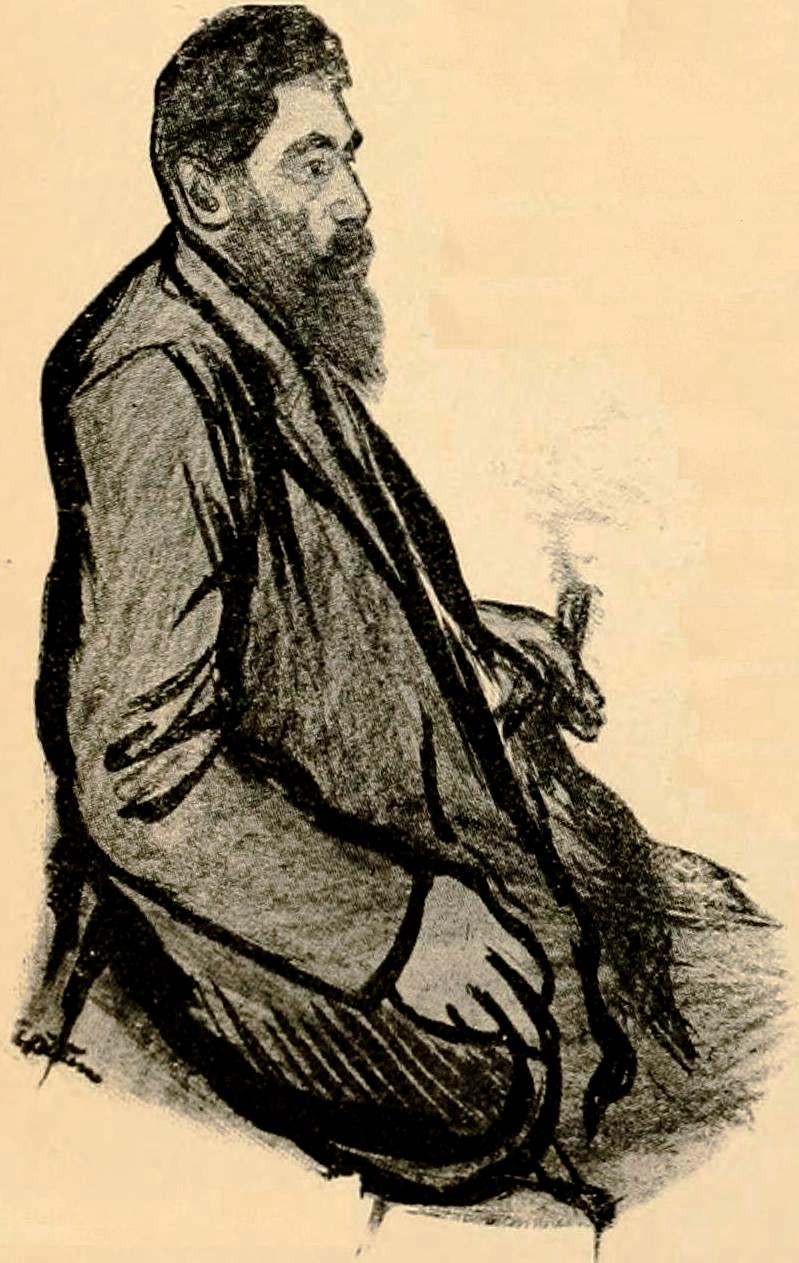

Piesele lui Jacob Gordin au devenit baza primelor filme evreiești realizate de Mordka Towbin.

## Listă parțială de scrieri
Unele dintre aceste piese pot avea date mai devreme decât cele indicate: este posibil ca sursele să se refere la date ale publicării sau refaceri.
- Siberia, 1891
- Der pogrom in rusland (Pogromul din Rusia), 1892
- Tsvey veltn, oder Der groyser sotsialist (Două lumi sau Marele Socialist). Conform B. Gorin⁠(d), 1892; după Z. Zylbercweig, 1896
- Der yidisher kenig lir (Regele evreu Lear), 1892
- Der vilder mentsh (Omul sălbatic), 1893
- Căpitanul Dreyfus; Pogrom, 1893
- „Di litvishe brider lurie” (Frații Lurie din Lituania), 1894
- Zelig itzik, der fidler, adaptare liberă după Intriga și dragostea lui Schiller (Kabal und Liebe)
- „Der folks faynd” (Un dușman al poporului), o adaptare după Henrik Ibsen, 1896
- Medea: a historishe tragedye, adaptare după Franz Grillparzer, nu mai târziu de 1897
- Mirele Efros, oder di yidishe kenigin lir (Mirele Efros sau regina evreiască Lear), 1898
- Di shkhite (Slaughter — titlul se referă la sacrificarea rituală, în conformitate cu legile Kosher), 1899
- Shloime khokhem (Solomon cel Înțelept, Solomon Kaus), 1899-1900
- Di shvue (Jurământul), 1900
- Got, mentsh un tayvl (Dumnezeu, om și diavol), 1900
- Safo (Sappho), 1900
- Der momzer ( Bastardul ), o refacere a Lucrezia de Borgia de Victor Hugo, 1901
- Di makht fun finsternish, traducere a Puterea întunericului de Lev Tolstoi 1902; Cf. Gorin este din 1905
- Sonata Di Kreytser (Sonata Kreutzer), 1902
- Khasye di yesoyme (Khasia orfanul), 1903
- Der emes sau Die varhayt (Adevărul), 1903
- Ta'ares-hamishpokhe (Puritatea familiei), 1904
- Di emese kraft (Adevărata putere), 1904
- Tkhies-hameysim (Învierea), adaptare după romanul lui Tolstoi, 1904
- Elisha Ben Abuyah, 1906
- Der unbekanter (Străinul), 1905
- Der meteref (Nemernicul), 1905
- Der fremder (Străinul), 1906
- On a heym (Fără adăpost), 1907
- Di sheyne Miryam, nu mai târziu de 1908
- Dementia Americana, 1908
- Dovid'l meshoyrer (David cântărețul corului), 1907